# Каплистий Макар
Мака́р Капли́стий (18 січня 1896, Майорівка, Ананьївського повіту Херсонської губернії, нині Софіївської громади Баштанського району Миколаївської області — 5 листопада 1979, Філадельфія, США) — сотник Дієвої Армії УНР.

## Життєпис
Закінчив 1912 року церковно-парафіяльну школу, 1916 — Херсонську учительську семінарію, Одеське військове училище.
Вчений, інженер-агроном, кооператор, з травня 1920 — сотник Армії УНР, майор Армії УНР — підвищений в еміграції. Лицар Ордену Залізного Хреста, учасник Першого Зимового Походу. Учасник бою 4 травня 1920 між селами Савчине-Джугастри.
Вчитель школи підстаршин 2-ї Волинської дивізії в Каліші, інструктор культурно-просвітнього центру відділу штабу дивізії (1921).
1923 закінчив матуральні курси, 1926 — агрономічно-лісівничий факультет. Працював агрономом на Жовківщині та Дрогобиччині. Організатор сільської кооперації на Лемківщині та у Львові. Закінчив вищу педагогічну школу у Празі. Лектор, доцент, професор, член Професорської ради Українського технічно-господарського інституту.
По війні — на еміграції у США. Головуючий Філадельфійського відділу Товариства українських інженерів Америки. Нагороджений Воєнним хрестом УНР, Залізним хрестом УНР і Хрестом Симона Петлюри. Член Наукового товариства імені Т. Г. Шевченка, Української вільної академії наук. Автор книжок та газетних дописів.
Помер 5 листопада 1979 року у Філадельфії. Похований на цвинтарі святого Андрія у Саут-Баунд-Бруці, США.